# Аслан Атем
Аслан Атем (тур. Aslan Atem; нар. 7 січня 1991) — турецький борець греко-римського стилю, срібний призер чемпіонату світу, дворазовий бронзовий призер чемпіонатів Європи, чемпіон та срібний призер чемпіонатів світу серед студентів. За національністю турок-месхетинець.

## Життєпис
Боротьбою почав займатися з 1998 року. У 2008 році став чемпіоном Європи серед кадетів. Через два роки, у 2010 повторив цей успіх вже на юніорському рівні. У 2011 році завоював бронзову медаль чемпіонату Європи серед юніорів. Того ж року такого ж результату досяг і на світовій юніорській першості.
Виступає за борцівський клуб «Bueuek Sehir Belediyesi» Стамбул. Тренер — Юсуф Дуезер.

## Спортивні результати на міжнародних змаганнях

### Виступи на Чемпіонатах світу
| Змагання                        | Збірна    | Вагова категорія                 | Місце  |
| ------------------------------- | --------- | -------------------------------- | ------ |
| Чемпіонат світу з боротьби 2016 | Туреччина | греко-римська боротьба, до 80 кг | Срібло |
| Чемпіонат світу з боротьби 2017 | Туреччина | греко-римська боротьба, до 80 кг | 25     |

### Виступи на Чемпіонатах Європи
| Змагання                         | Збірна    | Вагова категорія                 | Місце  |
| -------------------------------- | --------- | -------------------------------- | ------ |
| Чемпіонат Європи з боротьби 2016 | Туреччина | греко-римська боротьба, до 80 кг | Бронза |
| Чемпіонат Європи з боротьби 2017 | Туреччина | греко-римська боротьба, до 80 кг | Бронза |

### Виступи на Кубках світу
| Змагання                    | Збірна    | Вагова категорія                 | Місце |
| --------------------------- | --------- | -------------------------------- | ----- |
| Кубок світу з боротьби 2015 | Туреччина | греко-римська боротьба, до 80 кг | 4     |
| Кубок світу з боротьби 2017 | Туреччина | греко-римська боротьба, до 80 кг | 4     |

### Виступи на інших змаганнях
| Змагання                                        | Збірна    | Вагова категорія                 | Місце  |
| ----------------------------------------------- | --------- | -------------------------------- | ------ |
| Турнір Вехбі Емре 2010                          | Туреччина | греко-римська боротьба, до 84 кг | Срібло |
| Середземноморський чемпіонат з боротьби 2010    | Туреччина | греко-римська боротьба, до 84 кг | Бронза |
| Турнір Дана Колова — Николи Петрова 2011        | Туреччина | греко-римська боротьба, до 84 кг | Бронза |
| Золотий Гран-прі з боротьби 2011 (Сомбатгей)    | Туреччина | греко-римська боротьба, до 84 кг | 23     |
| Золотий Гран-прі з боротьби 2012 (Сомбатгей)    | Туреччина | греко-римська боротьба, до 84 кг | 12     |
| Літня Універсіада 2013                          | Туреччина | греко-римська боротьба, до 84 кг | 17     |
| Турнір Вехбі Емре 2014                          | Туреччина | греко-римська боротьба, до 80 кг | 13     |
| Гран-прі Німеччини з боротьби 2014              | Туреччина | греко-римська боротьба, до 80 кг | Бронза |
| Чемпіонат світу з боротьби серед студентів 2014 | Туреччина | греко-римська боротьба, до 80 кг | Золото |
| Вогні Москви 2014                               | Туреччина | греко-римська боротьба, до 80 кг | Срібло |
| Турнір Вехбі Емре і Гаміта Каплана 2015         | Туреччина | греко-римська боротьба, до 80 кг | Золото |
| Турнір Дана Колова — Николи Петрова 2015        | Туреччина | греко-римська боротьба, до 80 кг | 8      |
| Гран-прі Іспанії з боротьби 2015                | Туреччина | греко-римська боротьба, до 80 кг | 7      |
| Чемпіонат світу з боротьби серед студентів 2016 | Туреччина | греко-римська боротьба, до 80 кг | Срібло |
| Золотий Гран-прі з боротьби 2016                | Туреччина | греко-римська боротьба, до 80 кг | Срібло |
| Турнір Вехбі Емре і Гаміта Каплана 2017         | Туреччина | греко-римська боротьба, до 80 кг | 5      |
| Гран-прі Загреба з боротьби 2018                | Туреччина | греко-римська боротьба, до 82 кг | 14     |
| Турнір Дана Колова — Николи Петрова 2018        | Туреччина | греко-римська боротьба, до 82 кг | 5      |
| Турнір Вехбі Емре і Гаміта Каплана 2018         | Туреччина | греко-римська боротьба, до 82 кг | 10     |
| Турнір Дана Колова — Николи Петрова 2019        | Туреччина | греко-римська боротьба, до 77 кг | 16     |
| Всесвітні ігри військовослужбовців 2019         | Туреччина | греко-римська боротьба, до 77 кг | 11     |

### Виступи на змаганнях молодших вікових груп
| Змагання                                                 | Збірна    | Вагова категорія                 | Місце  |
| -------------------------------------------------------- | --------- | -------------------------------- | ------ |
| Чемпіонат Європи з боротьби серед кадетів 2008           | Туреччина | греко-римська боротьба, до 76 кг | Золото |
| Кубок Федерації боротьби Азербайджану серед юніорів 2009 | Туреччина | греко-римська боротьба, до 84 кг | Золото |
| Чемпіонат Європи з боротьби серед юніорів 2009           | Туреччина | греко-римська боротьба, до 84 кг | 13     |
| Чемпіонат світу з боротьби серед юніорів 2009            | Туреччина | греко-римська боротьба, до 84 кг | 8      |
| Чемпіонат Європи з боротьби серед юніорів 2010           | Туреччина | греко-римська боротьба, до 84 кг | Золото |
| Чемпіонат світу з боротьби серед юніорів 2010            | Туреччина | греко-римська боротьба, до 84 кг | 8      |
| Чемпіонат Європи з боротьби серед юніорів 2011           | Туреччина | греко-римська боротьба, до 84 кг | Бронза |
| Чемпіонат світу з боротьби серед юніорів 2011            | Туреччина | греко-римська боротьба, до 84 кг | Бронза |